# Ludger Beaulieu
Pour les articles homonymes, voir Beaulieu.
 (mars 2025).
La mise en forme du texte ne suit pas les recommandations de Wikipédia : il faut le « wikifier ».
Les points d'amélioration suivants sont les cas les plus fréquents :
- Les titres sont pré-formatés par le logiciel. Ils ne sont ni en capitales, ni en gras.
- Le texte ne doit pas être écrit en capitales (les noms de famille non plus), ni en gras, ni en italique, ni en « petit »…
- Le gras n'est utilisé que pour surligner le titre de l'article dans l'introduction, une seule fois.
- L'italique est rarement utilisé : mots en langue étrangère, titres d'œuvres, noms de bateaux, etc.
- Les citations ne sont pas en italique mais en corps de texte normal. Elles sont entourées par des guillemets français : « et ».
- Les listes à puces sont à éviter, des paragraphes rédigés étant largement préférés. Les tableaux sont à réserver à la présentation de données structurées (résultats, etc.).
- Les appels de note de bas de page (petits chiffres en exposant, introduits par l'outil «  Source ») sont à placer entre la fin de phrase et le point final[comme ça].
- Les liens internes (vers d'autres articles de Wikipédia) sont à choisir avec parcimonie. Créez des liens vers des articles approfondissant le sujet. Les termes génériques sans rapport avec le sujet sont à éviter, ainsi que les répétitions de liens vers un même terme.
- Les liens externes sont à placer uniquement dans une section « Liens externes », à la fin de l'article. Ces liens sont à choisir avec parcimonie suivant les règles définies. Si un lien sert de source à l'article, son insertion dans le texte est à faire par les notes de bas de page.
- La présentation des références doit suivre les conventions bibliographiques. Il est recommandé d'utiliser les modèles {{Ouvrage}}, {{Chapitre}}, {{Article}}, {{Lien web}} et/ou {{Bibliographie}}. Le mode d'édition visuel peut mettre en forme automatiquement les références.
- Insérer une infobox (cadre d'informations à droite) n'est pas obligatoire pour parachever la mise en page.

Pour une aide détaillée, merci de consulter Aide:Wikification.
Si vous pensez que ces points ont été résolus, vous pouvez retirer ce bandeau et améliorer la mise en forme d'un autre article.
Ludger Beaulieu est un artiste de théâtre canadien, reconnu pour son travail en tant que comédien, metteur en scène, réalisateur et scénariste. Originaire du Nouveau-Brunswick, il a contribué de manière significative à la scène théâtrale acadienne et canadienne.

## Formation
- Université de Moncton : Ludger Beaulieu a étudié l'art dramatique à l'Université de Moncton, où il a développé ses compétences en jeu et en création théâtrale.
- École nationale de théâtre du Canada : Il a complété une résidence indépendante en mise en scène durant l'année 2017-2018, approfondissant ainsi son expertise en direction artistique[2].

## Carrière

### Théâtre et réalisation
Ludger Beaulieu est un créateur, metteur en scène et interprète actif dans le théâtre contemporain. Cofondateur du Théâtre la Cigogne en 2012, il en a été codirecteur jusqu’en 2018, participant à la mise en scène et à la production de plusieurs œuvres marquantes. Son parcours l’amène à collaborer avec diverses compagnies, dont Satellite Théâtre, où il co-met en scène Hippocampe de Marc-André Charron (2025), et le Théâtre l’Escaouette, où il interprète plusieurs rôles, notamment dans Les remugles ou La danse nuptiale est une langue morte de Caroline Bélisle (2022). Il a également travaillé avec le Théâtre populaire d’Acadie, le Théâtre du Trident et plusieurs autres compagnies, explorant un large éventail de styles et d’approches scéniques. Engagé dans la création et le renouvellement des formes théâtrales, il s’intéresse particulièrement à l’expérimentation scénique et à l’exploration du langage corporel dans la mise en scène.

### Création et mise en scène théâtral
Depuis 2013, Ludger Beaulier a participé activement à la scène théâtrale acadienne et québécoise, tant comme comédien, metteur en scène, conseiller artistique que formateur.
En 2023, il interprète un rôle dans Bouée, de Céleste Godin mise en scène par Marc-André Charron et produite par Satellite Théâtre à Moncton. L’année précédente, en 2022, il joue dans Les remugles ou la danse nuptiale est une langue morte< de Caroline Bélisle, sous la direction de Marcia Babineau au Théâtre l’Escaouette. Il avait d’ailleurs dirigé une mise en lecture de cette pièce en 2021 dans le cadre du Festival à haute voix au même théâtre.
En 2020, il est conseiller artistique pour Pépins: un parcours de petites détresses de Caroline Bélisle, mis en scène par Marc-André Charron et présenté par Satellite Théâtre. Il met également en scène Dîner pour deux de Caroline Bélisle au Théâtre populaire d’Acadie à Caraquet. Parallèlement, il réalise Le p’tit monde de l’Île-aux-puces au Pays de la Sagouine à Bouctouche et joue dans Tsunami de Mélanie Léger, mis en scène par Philippe Soldevila au Théâtre l’Escaouette.
L’année 2019 le voit jouer dans plusieurs productions, dont Les limites du bruit possible et Overlap de Céleste Godin, toutes deux mises en scène par Marc-André Charron et produites par Satellite Théâtre. Il interprète également un rôle dans Winslow de Herménégilde Chiasson, sous la direction de Marcia Babineau au Théâtre l’Escaouette.
En 2018, il se démarque comme comédien et marionnettiste dans Radi de Geneviève Tremblay, mis en scène par cette dernière et produit par Campe – Compagnie de création, en collaboration avec Premier Acte à Québec. L’année précédente, il dirige une mise en lecture de Dîner pour deux de Caroline Bélisle dans le cadre du Festival à haute voix. Il joue aussi dans Far Away de Caryl Churchill, mis en scène par Édith Patenaude et présenté par le Théâtre Blanc à Québec et le Théâtre l’Escaouette à Moncton.
Son implication en tant que créateur et metteur en scène s’affirme dès 2016 avec Violences au Théâtre la Cigogne, où il est comédien créateur. Il met aussi en scène Le froid est un détail de l’hiver de Matthieu Girard, une coproduction du Théâtre la Cigogne et du Théâtre l’Escaouette.
En 2015, il occupe le rôle de régisseur pour La Vallée des possibles, mis en scène par René Cormier au Monument Lefebvre à Memramcook. L’année suivante, il est régisseur pour Plus vite la charrue de David Mamet, mis en scène par Andrei Zaharia au Théâtre l’Escaouette.
Son parcours théâtral commence en 2013 avec Paul et la mer de Mathieu Héroux au Théâtre la Cigogne et Pièces multiples dans le cadre du Festival à haute voix. En 2014, il joue dans Bump : La secousse de Springhill de Rick Merrill, mis en scène par Mathieu Chouinard au Théâtre populaire d’Acadie. En 2014-2015, il interprète un rôle dans Cul-de-sac de Daniel MacIvor, dirigé par Marcia Babineau et présenté au Théâtre l’Escaouette et au Théâtre populaire d’Acadie.

### Soutien au théâtre
En parallèle à sa carrière de comédien et metteur en scène, Ludger Beaulieu s’implique également dans le développement du théâtre en Acadie. Il est formateur à l’École des arts de la scène du Théâtre Capitole de Moncton en 2015-2016 et coordonnateur du Festival à haute voix au Théâtre l’Escaouette.

## Télévision et Réalisation
En parallèle à sa carrière théâtrale, Ludger Beaulieu évolue également dans l’univers télévisuel en tant que comédien, réalisateur et scénariste. Son travail reflète une approche cinématographique marquée, alliant une sensibilité à la direction d’acteurs et une exploration de récits immersifs. Il s’illustre autant dans des séries dramatiques que dans des productions documentaires, collaborant avec divers diffuseurs tels que Radio-Canada et Unis TV.
En 2024, il joue dans la saison 2 de Garde Partagée et dans la saison 2 de Mont-Rouge. Il assure également la réalisation de plusieurs projets, notamment Christian Essiambre, produit par Connexions Productions pour Unis TV, et Mont-Rouge, sous la direction de Jim Donovan et produit par Connexions Productions et Productions Casablanca pour Radio-Canada.
L’année précédente, en 2023, il réalise et scénarise la troisième saison de Les quatre coins de l’assiette, une série diffusée sur Radio-Canada. Il participe également comme comédien à la série En résidence, réalisée par Christian Essiambre et produite par Connexions Productions pour Unis TV.
En 2022, il poursuit son travail derrière la caméra avec la deuxième saison de Sexe + Techno, une production de Connexions Productions diffusée sur Unis TV, pour laquelle il agit à la fois comme réalisateur et scénariste.
En 2021, il apparaît à l’écran dans L’ordre secret, un documentaire réalisé par Phil Comeau et produit par l’Office national du film du Canada (ONF). Il reprend aussi son rôle dans Garde Partagée, saison 1, sous la direction de Christian Essiambre pour Connexions Productions et Unis TV.
En 2019, il joue le rôle de Steve dans Les Newbies, une production des Productions du Milieu réalisée par François Bégin, ainsi que le personnage d’Yvon dans À la valdrague, réalisée par Joël Robichaud pour Productions Mozus.
En 2017, il incarne Sébastien Gallant dans Le siège, une série produite par Attraction et Phare-Est Média pour Radio-Canada, sous la direct

## Distinctions
Tout au long de sa carrière, Ludger Beaulieu s’est distingué par son engagement envers le théâtre et les arts de la scène, contribuant activement à la vitalité culturelle du Nouveau-Brunswick et du Canada. Son talent en interprétation a été salué à l’échelle nationale, notamment par une nomination aux Prix Gémeaux 2023 dans la catégorie Meilleure interprétation : humour pour son rôle dans Garde Partagée. Cette reconnaissance souligne son aisance à naviguer entre comédie et drame, consolidant ainsi sa réputation comme l’un des acteurs marquants de sa génération.